# Annette Polzer
Annette Polzer (* 1960 in Hagen, Westfalen) ist eine deutsche bildende Künstlerin.

## Leben und Wirken
Annette Polzer lebt und arbeitet seit 1985 als Künstlerin in Berlin.
In Donato Sartori, Padua, vertiefte sie ihre Kenntnisse zu Maskenbau im Studium. Seitdem entwickelt und baute sie Masken und Großmasken für verschiedene freie Theater in Berlin. Neben dem freien Schaffen als Künstlerin einer Ateliergemeinschaft unterrichtet sie zu Themen wie Maskenbau, Maskenbild und fördert den künstlerischen Nachwuchs.
Die künstlerischen Arbeiten von Annette Polzer befassen sich mit Licht, Wahrnehmung, Veränderung und Grenzen. Sie arbeitet in Serien und setzt auf die Reduktion, um das aus ihrer Sicht formal und farblich Wesentliche abzubilden. Die Künstlerin provoziert die Betrachtenden zur Infragestellung der eigenen Wahrnehmung, indem sie bei bestimmten Betrachtungswinkeln Linien scheinbar auflöst und sie zu einer scheinbar diffusen Farbfläche verbindet.
Im Frühjahr 2013 rief ihre Kollegin, die bildende Künstlerin Jutta Barth, die Berliner Künstlergruppe connex_berlin ins Leben. Zu dieser Künstlergruppe gehören die Gründerin, Jürgen Kellig, Siegrid Müller-Holtz und Annette Polzer. Mit Malerei, Zeichnung, Fotografie, Assemblage und Objekten, umfassen die Arbeiten der Gruppe in den gemeinsamen Ausstellungen ein breites Spektrum zeitgenössischer abstrakter Kunst.

## Ausstellungen und Werke (Auszug)
- 2015: Abstraktion/Reduktion Hannover, 2015[4]
- 2014: "Farbe und Quadrat", Galerie LortzingArt, Hannover
- 2014: "Kunstvisite" Charité" Campus Benjamin Franklin, Berlin
- 2014: Kunstlichtfestival, Velten
- 2014: "Kunstglückskekse", Galerie LortzingArt, Hannover
- 2013: "Kunstvisite" Charité Campus Benjamin Franklin, Berlin
- 2012: "Freiflächen", Verein Berliner Künstler (VBK), Berlin
- 2011: Kunstlichtfestival, Velten
- 2010: Badisches Kunstforum, Ebringen
- 2010: Galerie Lortzing Art, Hannover
- 2009: Schwingen, Lortzing Art, Hannover
- 2009: Galerie Perkau, Berlin
- 2008: Neue Galerie, Kloster Bronnbach
- 2008: Offene Ateliers Brandenburg, Gräbendorf
- 2008: Moabiter Kulturtage Inselglück, Plattform Moabit, Berlin
- 2008: Produzentengalerie Hundertmark, Berlin
- 2007: Ausstellung Gollmitzer Wehrkirche, Uckermark
- 2006: Einzelausstellung in der Galerie des Kulturhauses Spandau, Berlin
- 2006: Eröffnungsausstellung Atelierhaus Sigmaringer 1
- 2005: Gemeinschaftsausstellung "durchzug", Sony Center, Berlin
- 2005: Einzelausstellung in der Galerie LA GIRAFE; Berlin
- 2005: Ausstellung im ICC, Berlin